# Shen Maomao
Shen Maomao (né le 27 mars 1957) est un athlète chinois, spécialiste du lancer du javelot.

## Biographie
Vainqueur des Jeux asiatiques de 1978, il remporte la médaille d'or du lancer du javelot lors des championnats d'Asie 1979 et 1981. 

### Palmarès
| Date | Compétition         | Lieu    | Résultat | Épreuve           | Performance |
| ---- | ------------------- | ------- | -------- | ----------------- | ----------- |
| 1978 | Jeux asiatiques     | Bangkok | 1er      | Lancer du javelot | 79,24 m     |
| 1979 | Championnats d'Asie | Tokyo   | 1er      | Lancer du javelot | 86,50 m     |
| 1981 | Championnats d'Asie | Tokyo   | 1er      | Lancer du javelot | 85,40 m     |

### Records
| Épreuve                           | Performance | Lieu         | Date            |
| --------------------------------- | ----------- | ------------ | --------------- |
| Lancer du javelot (ancien modèle) | 89,14 m     | Philadelphie | 17 juillet 1980 |